# Cestrum toledii
Cestrum toledii là loài thực vật có hoa trong họ Cà. Loài này được Carvalho & A.Schnoor mô tả khoa học đầu tiên năm 1993-1997 publ. 1998.